# Relaxação muscular progressiva
Relaxação muscular progressiva é uma técnica de relaxamento criada pelo médico e fisiólogo americano Edmund Jacobson que procura proporcionar ao praticante um estado de relaxamento de todo o corpo com a finalidade de atingir um estado de relaxamento mental. Tal estado é alcançado através do tensionamento e relaxamento sistemático e consciente de determinados grupos musculares. Diversos grupos musculares são tensionados por algum tempo e em seguida relaxados, enquanto a atenção da pessoa é dirigida às sensações ligadas aos estados de tensão e relaxamento. Assim procura-se obter um maior relaxamento geral do organismo baseado em uma melhor percepção corporal. Relaxando progressivamente os músculos o praticante atinge consequentemente um relaxamento mental. Com a prática do método, o indivíduo é capaz de relaxar em diferentes situações de estresse e diferentes situações e patologias relacionadas à ansiedade, atingindo um estado de maior calma e, em determinadas situações, diminuir dores musculares.